# Нижняя Палуйца
Нижняя Палуйца, Нижняя Палуя — река в России, протекает по Тихвинскому району Ленинградской области. Левый приток Паши.

## География
Река Нижняя Палуйца берёт начало в болоте Бариново. Течёт на север. У реки находятся населённые пункты Большая Палуя и Малая Палуя. Устье реки находится юго-восточнее посёлка Шугозеро в 199 км по левому берегу реки Паши. Длина реки составляет 19 км, площадь водосборного бассейна — 67,1 км².

## Данные водного реестра
По данным государственного водного реестра России относится к Балтийскому бассейновому округу, водохозяйственный участок реки — Свирь, речной подбассейн реки — Свирь (включая реки бассейна Онежского озера). Относится к речному бассейну реки Нева (включая бассейны рек Онежского и Ладожского озера).
Код объекта в государственном водном реестре — 01040100812102000013383.